# Soultz-sous-Forêts
Soultz-sous-Forêts (deutsch Sulz unterm Wald) ist eine französische Gemeinde mit 3147 Einwohnern (Stand 1. Januar 2021) im Département Bas-Rhin in der Region Grand Est (bis 2015 Elsass). Sie liegt im Kanton Wissembourg. 
Die Gemeinde liegt im Biosphärenreservat Pfälzerwald-Vosges du Nord.
Am 1. Juli 1982 wurde das Dorf Hohwiller (deutsch Hohweiler) eingemeindet. Dieses Straßendorf liegt südöstlich der Hauptsiedlung.

## Geschichte
In den 1980er Jahren fand man in Soultz-sous-Forêts die Reste einer gallo-römischen Villa aus dem 2. Jahrhundert. 1346 wurde die Gemeinde zu einer Stadt erhoben und gehörte zum Besitz der Familien Fleckenstein und Puller von Hohenburg. Die Saline begann ihre Produktion im 16. Jahrhundert; die Produktion wurde 1842 eingestellt. Die Namen Soultz und Seltzbach weisen auf eine alte handwerkliche Tradition der Salzgewinnung hin. Seit 1750 führt die Stadt den Namen Soultz-sous-Forêts zur postalischen Präzisierung.
Während der deutschen Besatzung im Zweiten Weltkrieg wurden die im Ort verbliebenen Juden nach Südfrankreich und von dort später zumeist in Vernichtungslager deportiert.

### Die Saline
Ab 1598 begannen die Herren von Fleckenstein die salzhaltige Quelle für die Salzgewinnung zu nutzen. Im 17. Jahrhundert nutzte man die Strohgradierung, um den Salzgehalt zu erhöhen: Das Wasser lief über geschichtetes Stroh und verdunstete dabei. Diese Art der Gradierung hinterlässt Unreinheiten des Strohs im Wasser, das Stroh muss häufig ausgetauscht werden. Um 1720 begann man, stattdessen Schlehenzweige zu verwenden. Dies führte der neue Besitzer der Saline François Antoine Philibert (1721–1778) durch, der Ertrag wurde besser. Kurz vor der Französischen Revolution kaufte der Baron von Bode die Saline und modernisierte sie. Unter anderem nutzte er Braunkohle aus der Gegend statt Holz für die Salzpfannen. Der Ertrag stieg von 160 Säcken pro Jahr auf 1100 im Jahr 1791. Mit der Revolution floh der Baron aus Frankreich, sein Besitz wurde nationalisiert. Der Ertrag nahm wieder ab, 1842 wurde die Produktion eingestellt. Die Saline und das Schloss des Barons befanden sich in der Mitte des Orts, zwischen der Kulturhalle La Saline und dem Supermarkt. Auf dem Parkplatz hat man die Umrisse der Gebäude angezeichnet.

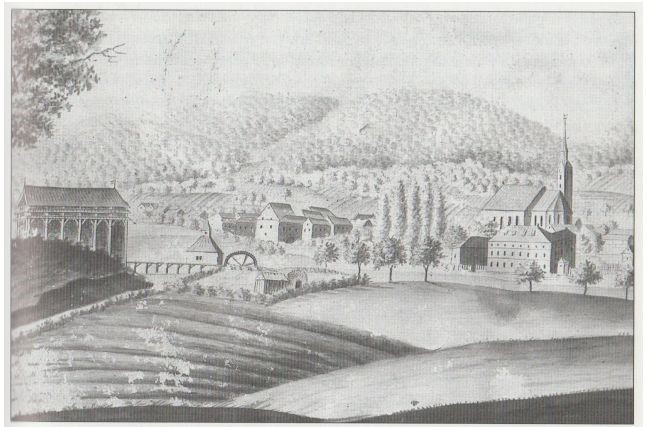
Soultz-sous-Forêts La Saline 1822

## Bevölkerungsentwicklung
| Jahr      | 1962 | 1968 | 1975 | 1982 | 1990 | 1999 | 2006 | 2017 |
| Einwohner | 1964 | 2159 | 2208 | 2289 | 2185 | 2494 | 2645 | 3177 |

## Sehenswürdigkeiten
- Die evangelische Kirche wurde am Ende des 15. Jahrhunderts errichtet.
- Die katholische Peter-und-Paul-Kirche wurde im Jahr 1910 geweiht.
- Die ehemalige Synagoge in Soultz wurde im Jahr 1897 in neoromanischem Stil erbaut.
- Die Simultankirche Johannes der Täufer in Hohwiller stammt aus dem 18. Jahrhundert, aber der Chor ist gotisch und enthält Wandmalereien von 1491.
- Das Château Geiger von 1750, ehemaliger Amtssitz von François Frédéric de Geiger.

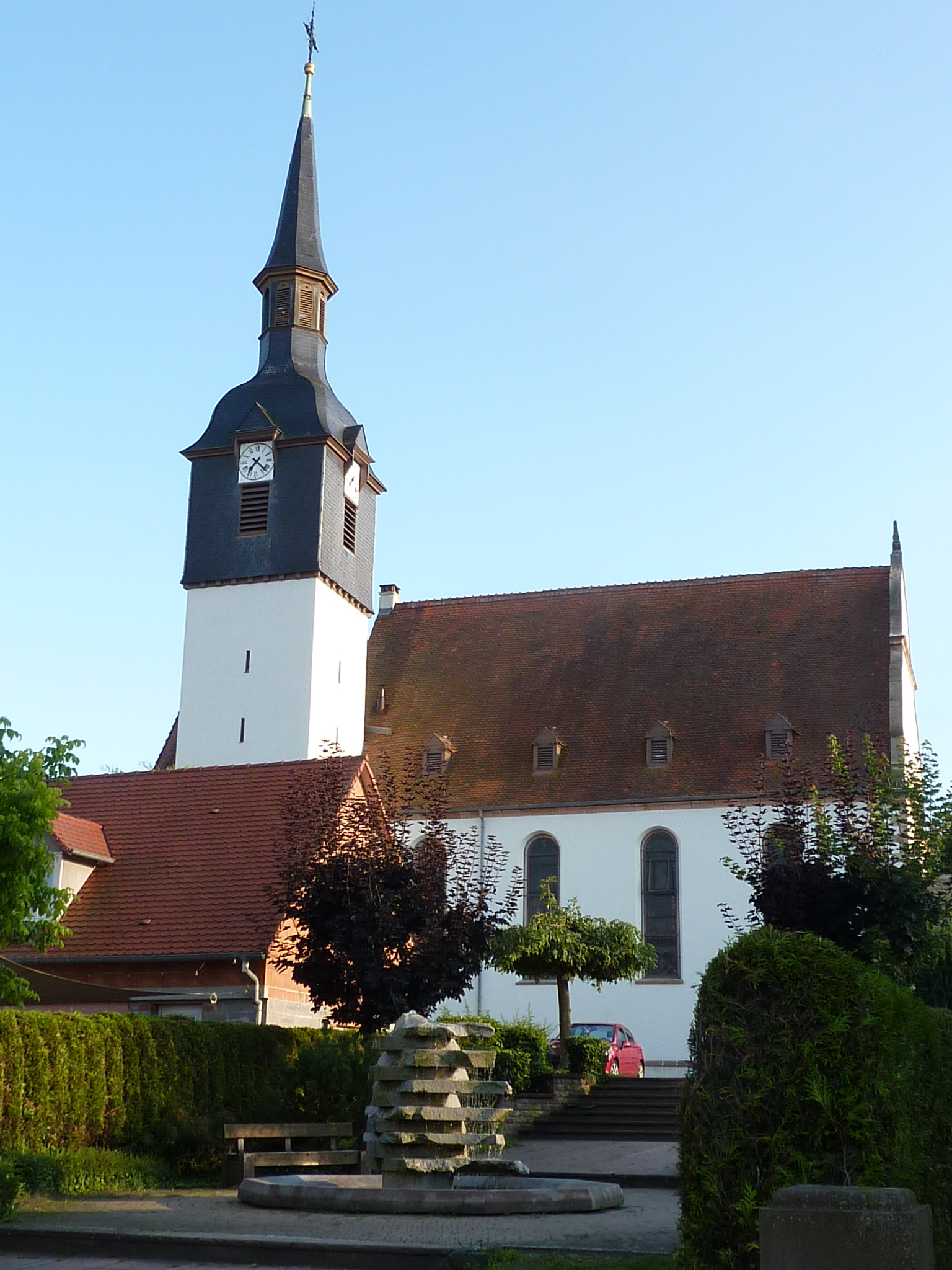
Evangelische Kirche
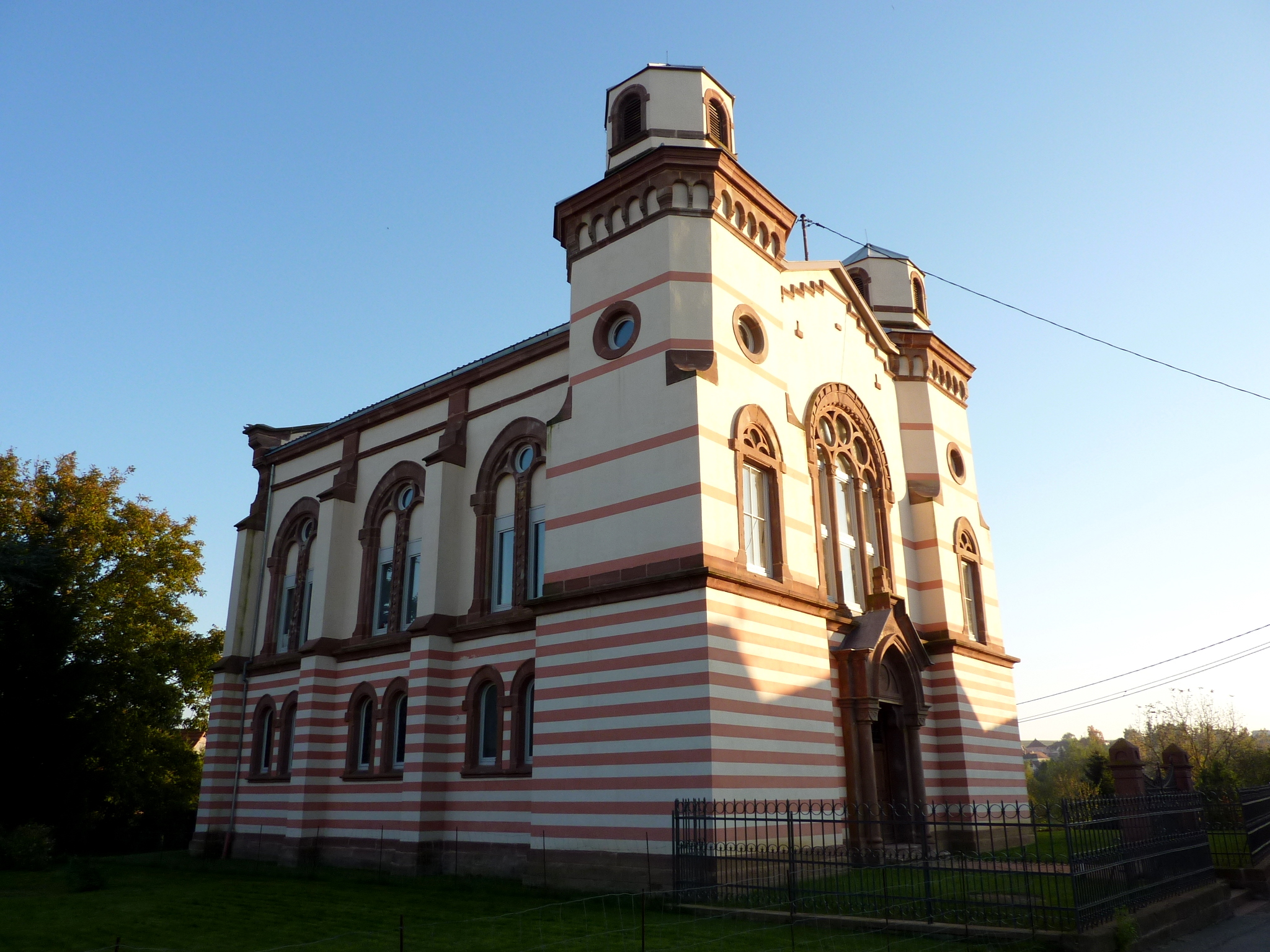
Ehemalige Synagoge
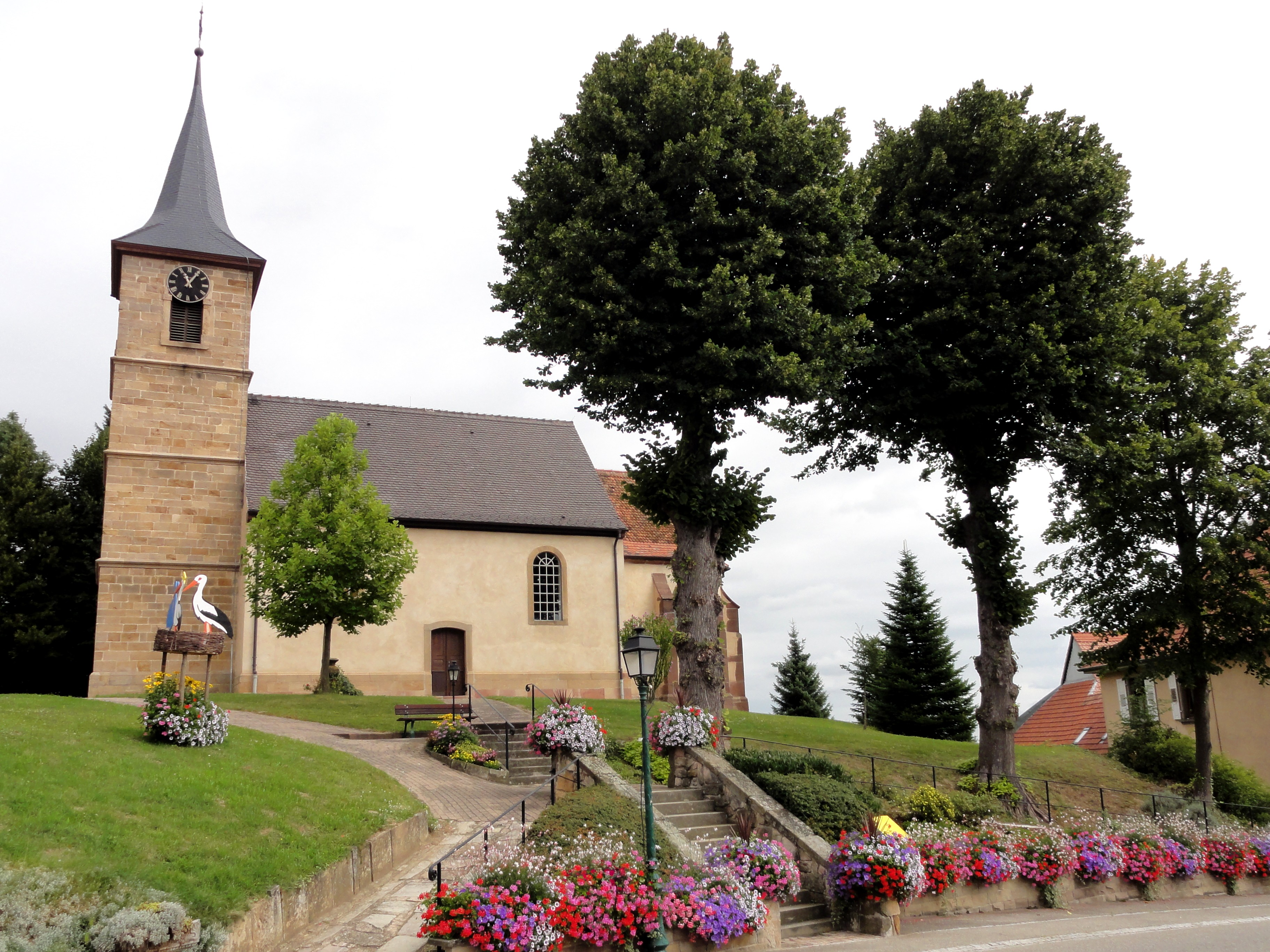
Simultankirche Johannes der Täufer in Hohwiller
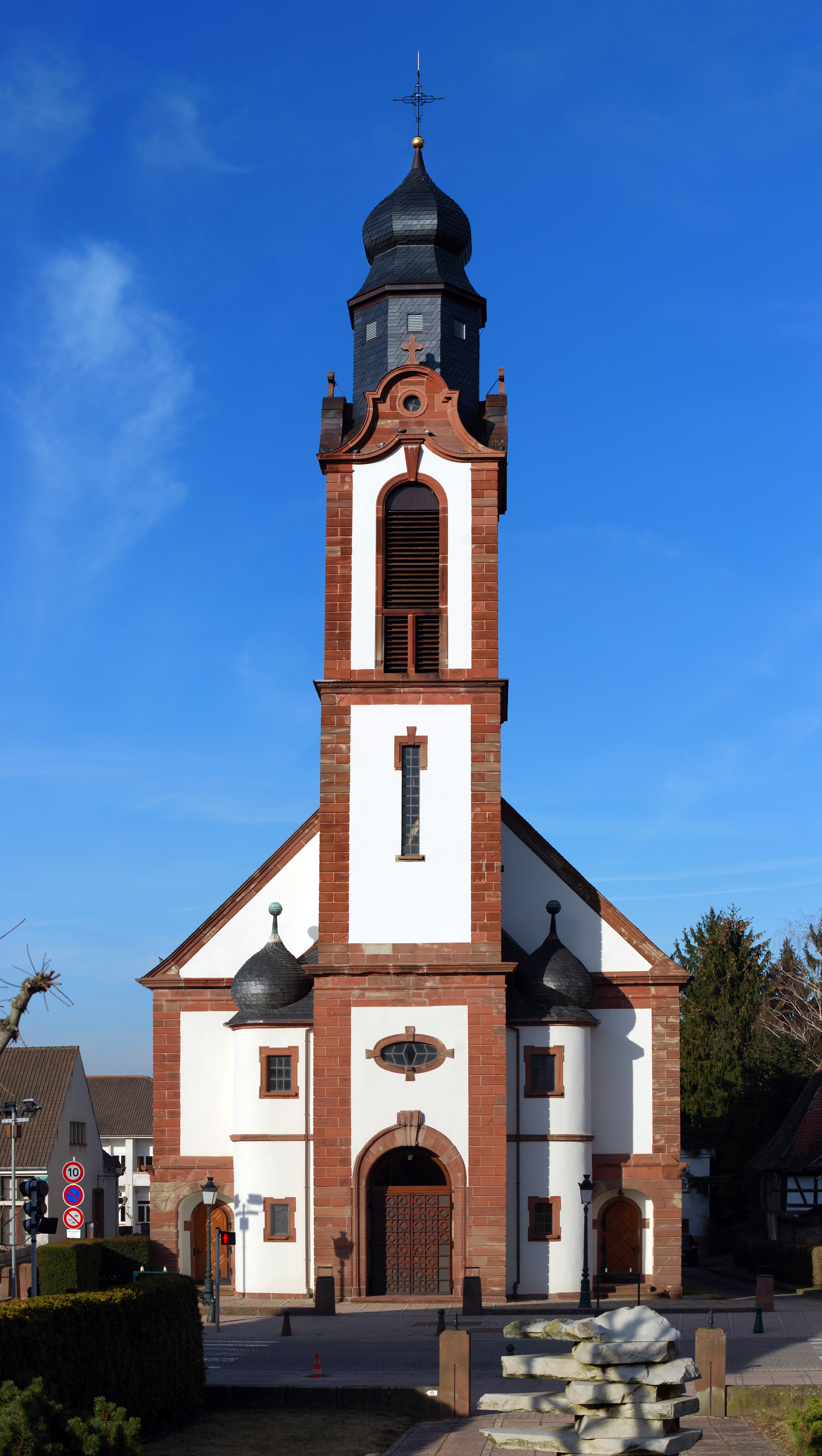
Kirche St. Peter und Paul
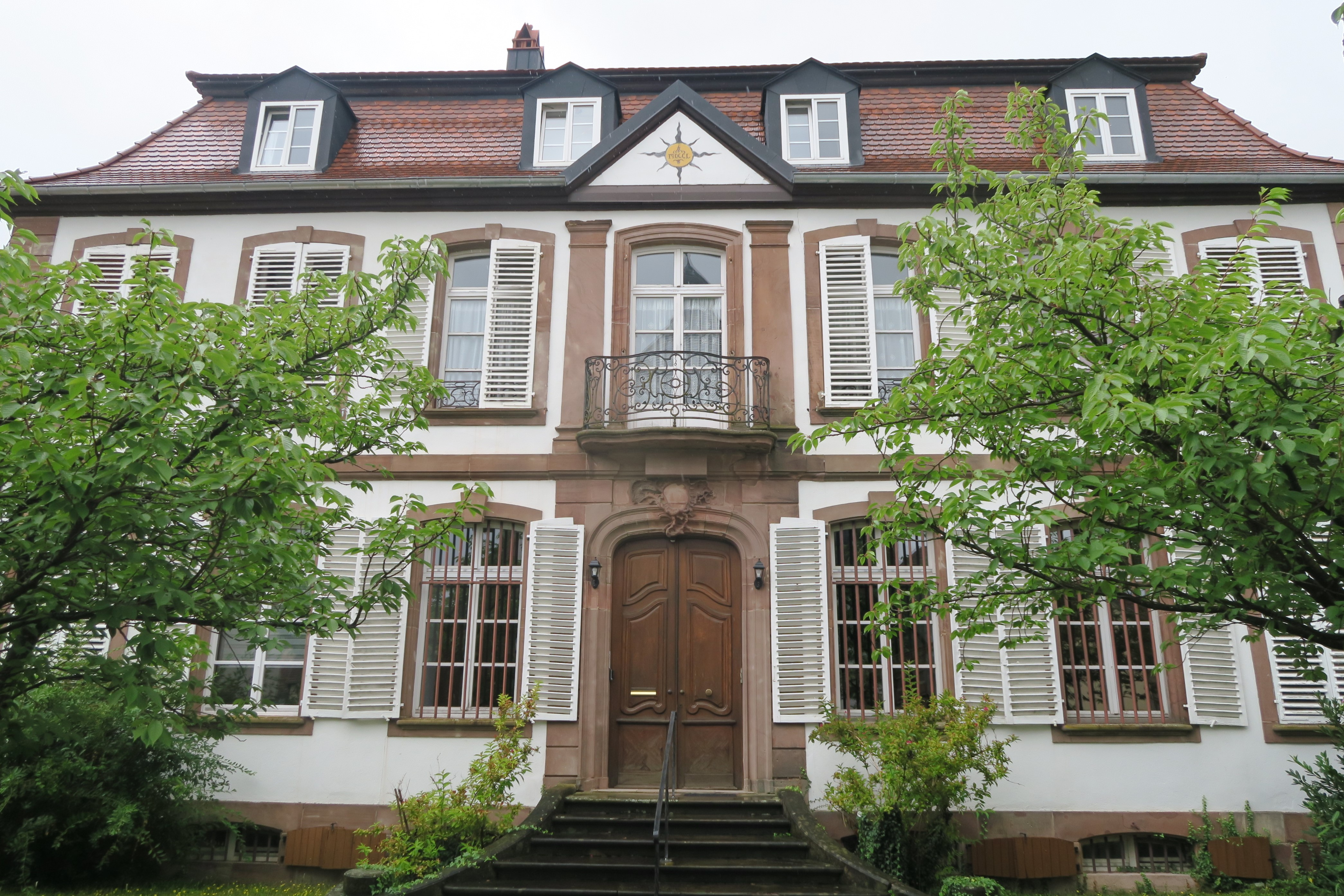
Château Geiger

## Wirtschaft und Infrastruktur
In Soultz-sous-Forêts befindet sich das Bureau de recherches géologiques et minières, ein Forschungsinstitut für Geologie und Bergbau (minières=Erzgrube).
Im Jahr 1986 wurde mit der Planung eines Tiefengeothermiekraftwerks begonnen. Im Juli 2008 wurde das nach dem Hot-Dry-Rock-Verfahren arbeitende Geothermiekraftwerk Soultz-sous-Forêts als erstes seiner Art in Frankreich in Betrieb genommen. Abnehmerin der gewonnenen Elektrizität ist die Électricité de Strasbourg. Die Anlage hat eine Kapazität von 1,5 Megawatt elektrischer Leistung, mit der sie rund 1500 Haushalte beliefern kann. 2022 wurden die ersten Versuche erfolgreich abgeschlossen, mit dieser Anlage das lithiumhaltige Wasser zur Gewinnung von Lithiumcarbonat zu nutzen.
Seit 1957 konstruiert und wartet die Firma CEFA (Chaudronnerie et Forges d'Alsace SA) militärisches Gerät wie schwere Panzer und fahrbare Brücken. Sie beschäftigte 2023 zwischen 50 und 99 Mitarbeiter und machte 2023 ca. 20 Mio. € Umsatz.
Soultz-sous-Forêts liegt an der Bahnstrecke Vendenheim–Wissembourg.

### Matzenbäckerei Heumann
1907 gründeten Max und Bertha Heumann ihre Bäckerei in Soultz-sous-Forêts.

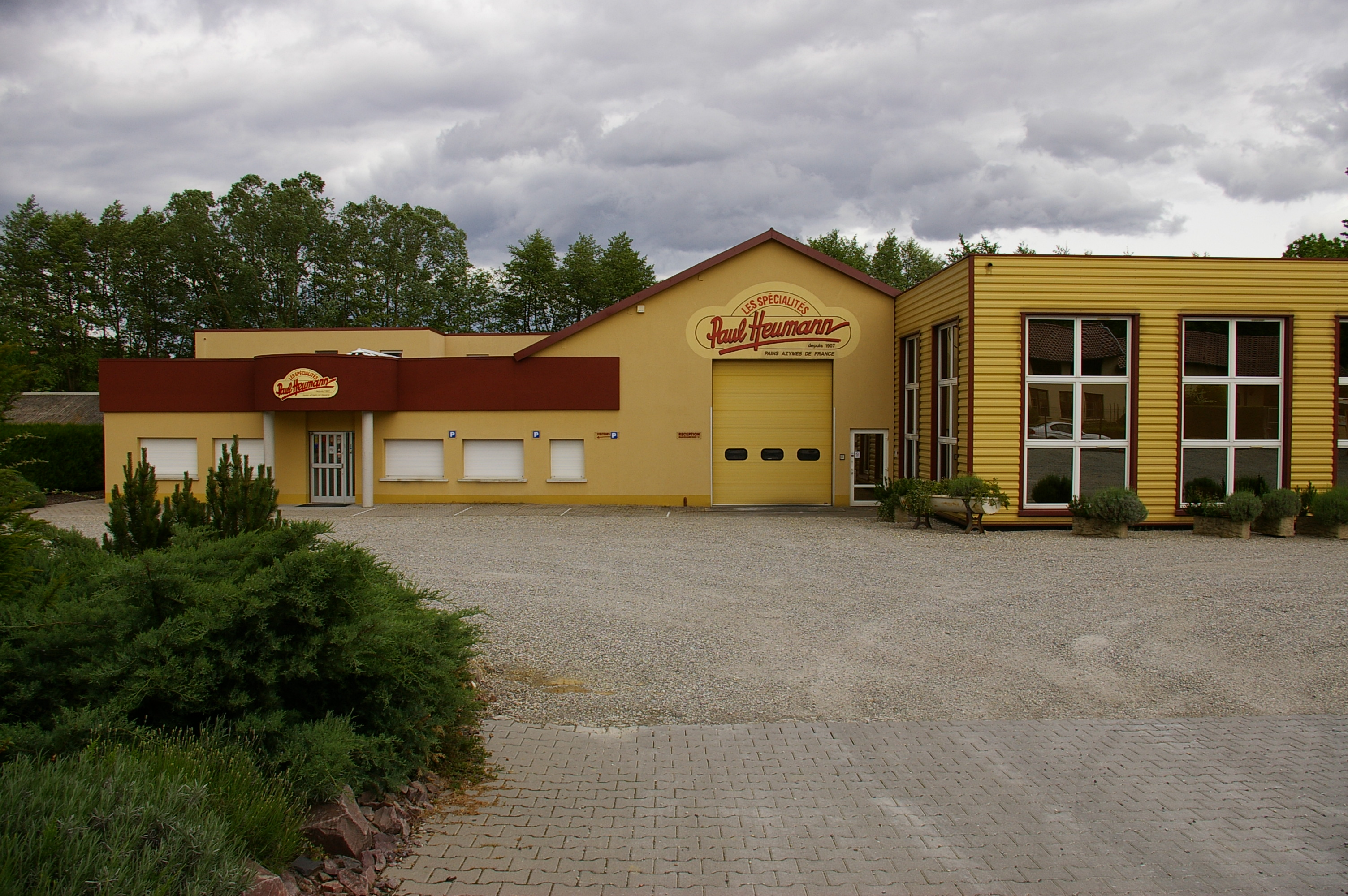
Spécialités Paul Heumann - Soultz sous Forêts

Für ihre jüdischen Glaubensgenossen backten sie zu den religiösen Feiertagen Matzen, ein ungesäuertes Brot. Die Bäckerei wurde im Krieg zerstört und nach 1945 von den Kindern der Gründer wieder aufgebaut. 1950 kaufte Paul Heumann Anlagen zur automatischen Herstellung der Matzen. Diese Form der Fabrikation war zuvor vom Großrabbiner als koscher zugelassen. 1987 zog die Bäckerei in ein neues Gebäude um, die Produktion nahm zu, die Firma spezialisierte sich jetzt ganz auf ungesäuertes Brot, nicht nur zu religiösen Zwecken, sondern auch als eine Art Knäckebrot in verschiedenen Geschmacksrichtungen. Mit den Erträgen der Firma finanzierte Guy Heumann die Restaurierung der Synagoge von Soultz-sous-Forêts. 2007 übernahm mit Isabelle Heumann die vierte Generation die Leitung der Firma. Als Familienfirma veröffentlicht Heumann nur wenige Zahlen, 2015 beschäftigte sie zwischen 25 und 49 Mitarbeiter und machte einen Umsatz von ca. 3,2 Mio. €.

### Persönlichkeiten
- Eugène Müntz (1845–1902), französischer Kunsthistoriker
- Arnaud Aron (1807–1890), Großrabbiner von Straßburg
- Frédéric Alphonse Musculus (1829–1888), elsässischer Chemiker